# Simulations Canada
Simulations Canada (SimCan) est une société d’édition de jeux de plateau et de développement et d’édition de jeu vidéo. Elle est fondée dans les années 1970 par Stephen Newberg en Nouvelle-Écosse afin notamment de profiter des avantages fiscaux offerts par le gouvernement canadien. La société est au départ spécialisé dans l’édition de jeu de guerre sur table avant de se spécialiser dans le développement et l’édition de jeux vidéo de type wargame dans les années 1980. Dans ce domaine, elle se distingue de ses concurrents en proposant des wargames sans graphismes reposant sur une interface textuelle combiné avec un plateau de jeu et des pions inclus dans le packaging des jeux qu’elle édite,.

## Ludographie
| Année | Titre                                 | Développeur                       | Thème                    | Description                                                      | Plate-forme                        |
| ----- | ------------------------------------- | --------------------------------- | ------------------------ | ---------------------------------------------------------------- | ---------------------------------- |
| 1983  | Fall Gelb                             | Les Howie                         | Seconde Guerre mondiale  | Simule la chute de la France pendant l’été 1940                  | Apple II, Atari ST, C64, PC        |
| 1983  | Grey Seas, Grey Skies                 |                                   | Époque moderne           | Simule des combats navals tactiques                              | Apple II, C64                      |
| 1984  | Sieg in Afrika                        |                                   | Seconde Guerre mondiale  | Simule la campagne d’Afrique du nord entre 1940 et 1943          | Apple II, C64                      |
| 1984  | Fifth Eskadra                         |                                   | Époque moderne           | Simule des combats navals dans la mer méditerranée               | Apple II, C64                      |
| 1985  | Golan Front                           |                                   | Guerre du Kippour        |                                                                  | Apple II, C64                      |
| 1985  | Battles of the Atlantic               | L. Howie                          | Seconde Guerre mondiale  | Simule la bataille de l'Atlantique                               | Apple II, Atari ST, PC             |
| 1986  | Seventh Fleet                         |                                   | Seconde Guerre mondiale  | Simule des combats navals dans le pacifique                      | Apple II, C64                      |
| 1987  | Stalingrad Campaign                   | Bill Nichols                      | Seconde Guerre mondiale  | Simule la campagne de Russie                                     | Apple II, Atari ST, C64, PC        |
| 1987  | Kursk Campaign                        |                                   | Seconde Guerre mondiale  | Simule l’opération Zitadelle à l’été 1943                        | Apple II, PC                       |
| 1986  | Operation Overlord                    | Stephen St. John                  | Seconde Guerre mondiale  | Simule l’invasion de l’Europe après le débarquement en Normandie | Apple II, Atari ST, PC             |
| 1986  | Kursk Campaign                        | Stephen St. John                  | Seconde Guerre mondiale  | Simulation de la plus grande bataille de tanks de la guerre      | Amiga, Atari ST, PC                |
| 1986  | Rommel at Gazala                      | Stephen St. John                  | Seconde Guerre mondiale  | Simule la bataille de Tobrouk                                    | Apple II, Atari ST, PC             |
| 1987  | Moscow Campaign                       | Stephen St. John                  | Seconde Guerre mondiale  | Simule les opérations Typhoon et White Storm                     | Apple II, Atari ST, PC             |
| 1988  | Grand Fleet                           | J. Baker                          | Première Guerre mondiale | Simulation de combat naval couvrant la période 1906-1920         | Atari ST, PC                       |
| 1988  | In Harm's Way                         | Bill Nichols                      | Seconde Guerre mondiale  | Simulation de combat naval dans le Pacifique entre 1943 et 1944  | Apple II, Amiga, Atari ST, C64, PC |
| 1988  | Long Lance                            | Bill Nichols                      | Seconde Guerre mondiale  | Simulation de combat naval dans le Pacifique en 1942             | Apple II, Amiga, Atari ST, C64, PC |
| 1988  | Rommel at El Alamein                  | Bill Nichols                      | Seconde Guerre mondiale  | Simule les batailles d'El-Alamein                                | Apple II, Atari ST, PC             |
| 1989  | Kriegsmarine                          | Steve Newberg, James Baker        | Seconde Guerre mondiale  | Simulation de combat naval tactiques dans l’Atlantique           | Amiga, Atari ST, PC                |
| 1990  | Battle Tank: Barbarossa to Stalingrad | Stephen Newburg, Stephen St. John | Seconde Guerre mondiale  | Simule des combats tactiques sur le front de l'Est               | Amiga, Atari ST, PC                |
| 1990  | Malta Storm                           | Robert Crandall                   | Seconde Guerre mondiale  | Simulation de la bataille de la méditerranée entre 1941 et 1942  | Amiga, Atari ST, PC                |
| 1991  | Battle Tank: Kursk to Berlin          | Stephen Newburg, Stephen St. John | Seconde Guerre mondiale  | Simule des combats tactiques sur le front de l'Est               | Amiga, Atari ST, PC                |
| 1991  | Fleet Med                             | J. Baker                          | Seconde Guerre mondiale  | Simulation de combat naval en méditerranée                       | Amiga, Atari ST, PC                |
| 1991  | Pacific Storm: The Midway Campaign    | R.C. Crandall                     | Seconde Guerre mondiale  | Simule bataille de Midway                                        | Amiga, Atari ST, PC                |
| 1991  | Pacific Storm: The Solomons Campaign  | R.C. Crandall                     | Seconde Guerre mondiale  | Simule la campagne des îles Salomon                              | Amiga, Atari ST, PC                |
| 1993  | Red Sky at Morning                    | Steven Newburg                    | Guerre froide            | Simulation d’un conflit naval mondial                            | PC                                 |